# Орханийски частен революционен комитет
Орханийският частен революционен комитет (ОЧРК) е революционен комитет, основан от Васил Левски в Орхание, днешен Ботевград, на 22 декември 1871 г.
Относно годината на създаването на ОЧРК местните историци и краеведи нямат единно становище, но се допуска и по-ранната дата - 10 декември 1870 г. Васил Левски създава общо единадесет комитета от системата на Вътрешната революционна организация в Орханийския край. Обстойни проучвания за комитета и неговите членове правят историци и краеведи като Петър Ценов, Павел Дишев и Ташко Нинов.

## Членове
- Божко Божилов – земеделец,
- Васил Бушеров – учител,
- Васил Драганчовски – търговец,
- Васил Петров – бояджия, председател
- Васил Попов,
- Велчо Стамболийски,
- Велчо Шунтов – касапин,
- Гаврил Брънчов – ханджия,
- Димитър Петков,
- Коцо Панчов,
- Марин Николов – ковчежник в Билядието,
- Петко Николов – търговец,
- Петър Цаков,
- Стоян Цагарски – кожухар,
- Ташо Шунтов – учител,
- Христо Гашовски – шивач,
- Христо Колов,
- Цветко Кантарджията.

## Дейност
В общинския исторически музей в Ботевград са експонирани материали и снимки, разкриващи дейността на сподвижниците на Васил Левски и Димитър Общи. По занимание те са занаятчии, ханджии, учители и земеделци. Известно е, че през 1871 г. Българският революционен централен комитет в Букурещ изпраща за помощник на Васил Левски в българско - Димитър Общи. Двамата идват в Орханийско в края на същата година, като Васил Левски представя Димитър Общи на комитетските хора в града и околните села. Известно е също, че Централният комитет в Ловеч упълномощава Димитър Общи да отговаря за дейността на комитетите в Орхание, Тетевен, Етрополе и селата около тях, както и за селата в Софийско. По тези места е вече изградена гъста комитетска мрежа. Професионален революционер и с голямо лично обаяние, Димитър Общи печели бързо приятели и сподвижници в Орхание и селата. Според Велчо Йотов Шунтов - член на ОЧРК, куриер и тайна полиция: 
| „ | ...За него, за Общото, влазам и в пъклото. | “ |

След разкритията, последвали Арабаконашкото приключение, най-дейните членове на ОЧРК са изпратени на заточение в Диарбекир. Завърналите се от Диарбекир се включват в Българското опълчение по време на Освободителната война.

## Памет
Имена на улици и паметни плочи в Ботевград напомнят на поколенията за съзаклятниците членове на създадения от Васил Левски местен комитет.